# Hakama
Hakama (袴 (khố) nghĩa là "cái quần") là một loại trang phục truyền thống của người Nhật Bản. Những loại quần ống cụt đã được sử dụng ở triều đình Trung Quốc vào thời nhà Tuỳ và Đường, và phong cách này được tiếp nhận bởi người Nhật trong kiểu dáng của hakama có nguồn gốc từ thế kỷ thứ sáu. Hakama được buộc ở hông và kéo dài cho đến mắt cá chân. Chúng được mặc bên ngoài một bộ kimono (hakamashita).

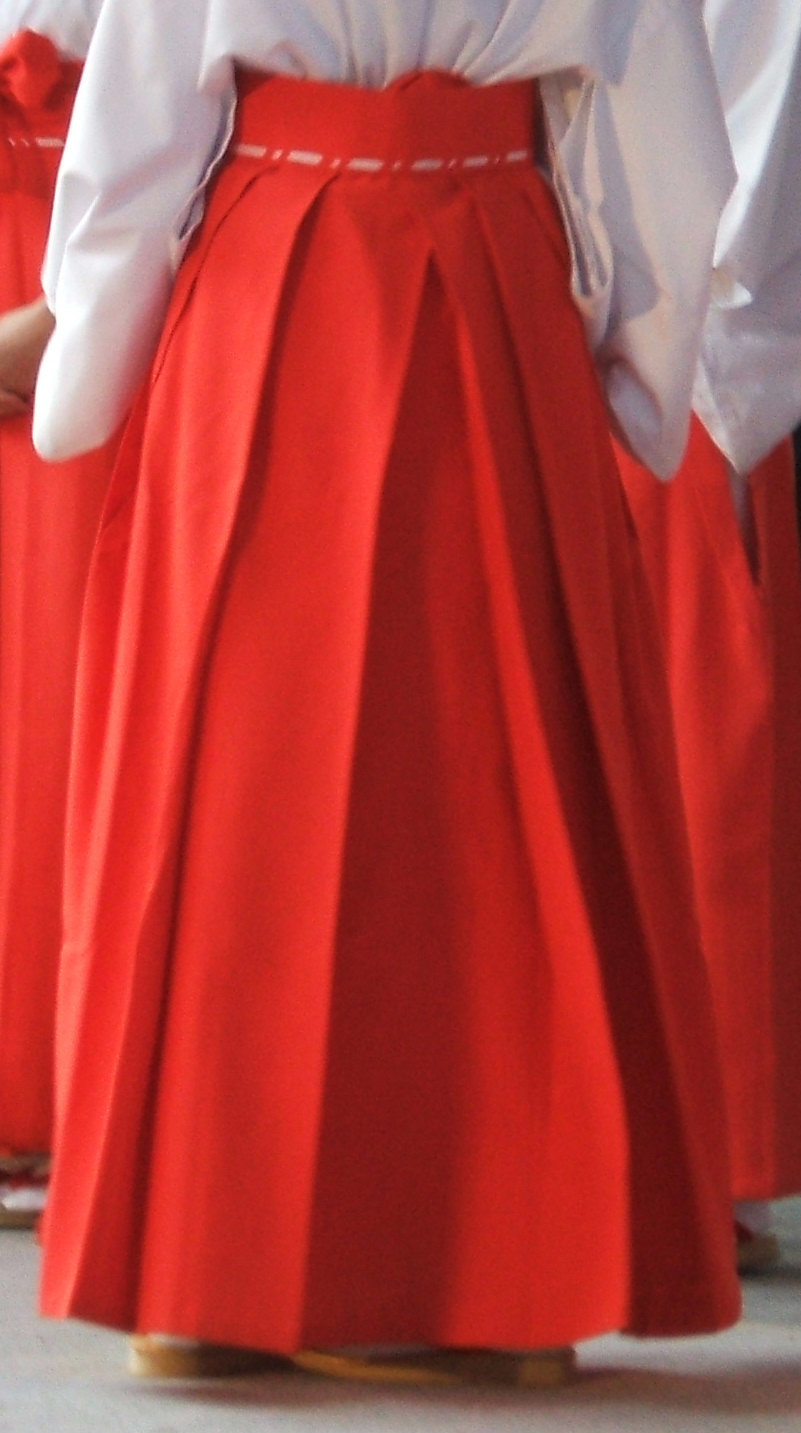
Hakama của miko

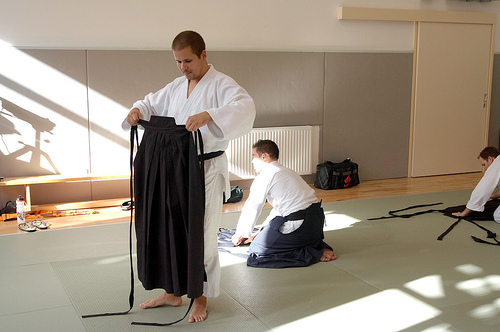
Hakama của môn Aikido đang được gấp lại

Có hai loại hakama, loại có chia umanori (馬乗り (mã thặng) nghĩa đen là hakama cưỡi ngựa) và loại không chia andon hakama (行灯袴 (hàng đăng khố) nghĩa đen là hakama dạng đèn lồng). Loại umanori có chia ống quần, tương tự như quần thường. Cả hai loại này nhìn bề ngoài đều giống nhau. Một loại "miền núi" hoặc "đồng ruộng" của umanori hakama theo truyền thống được mặc bởi nông dân hoặc tiều phu trong rừng. Chúng lỏng hơn ở eo và thắt lại ở mắt cá chân.
Hakama được cố định bởi bốn dây đai (himo): hai đai himo dài hơn buộc vào hai bên của mặt trước trang phục, và hai đai himo ngắn hơn buộc vào hai bên của mặt sau. Mặt sau của trang phục có một bộ phận cứng hình thang, gọi là một koshi-ita (腰板 (yêu bản)). Phía dưới ở bên mặt trong là một hakama-tome (袴止め (khố chỉ)) (một cấu tạo dạng hình muỗng đôi khi được nhắc đến như một hera) được giấu vào trong obi hoặc himo ở mặt sau, và giúp cố định vị trí của hakama.
Hakama có bảy nếp gấp dày, hai ở phía sau và năm ở phía trước. Các nếp gấp được cho là đại diện cho bảy đức hạnh của võ sĩ đạo, được coi là cần thiết trên con đường làm một samurai. Mặc dù chúng xuất hiện ở tư thế cân đối, các nếp gấp phía trước (ba bên phải, hai bên trái) được sắp xếp bất đối xứng với nhau, và điều này là một ví dụ của sự bất đối xứng trong thẩm mỹ Nhật Bản.

## Hakamadành cho nam

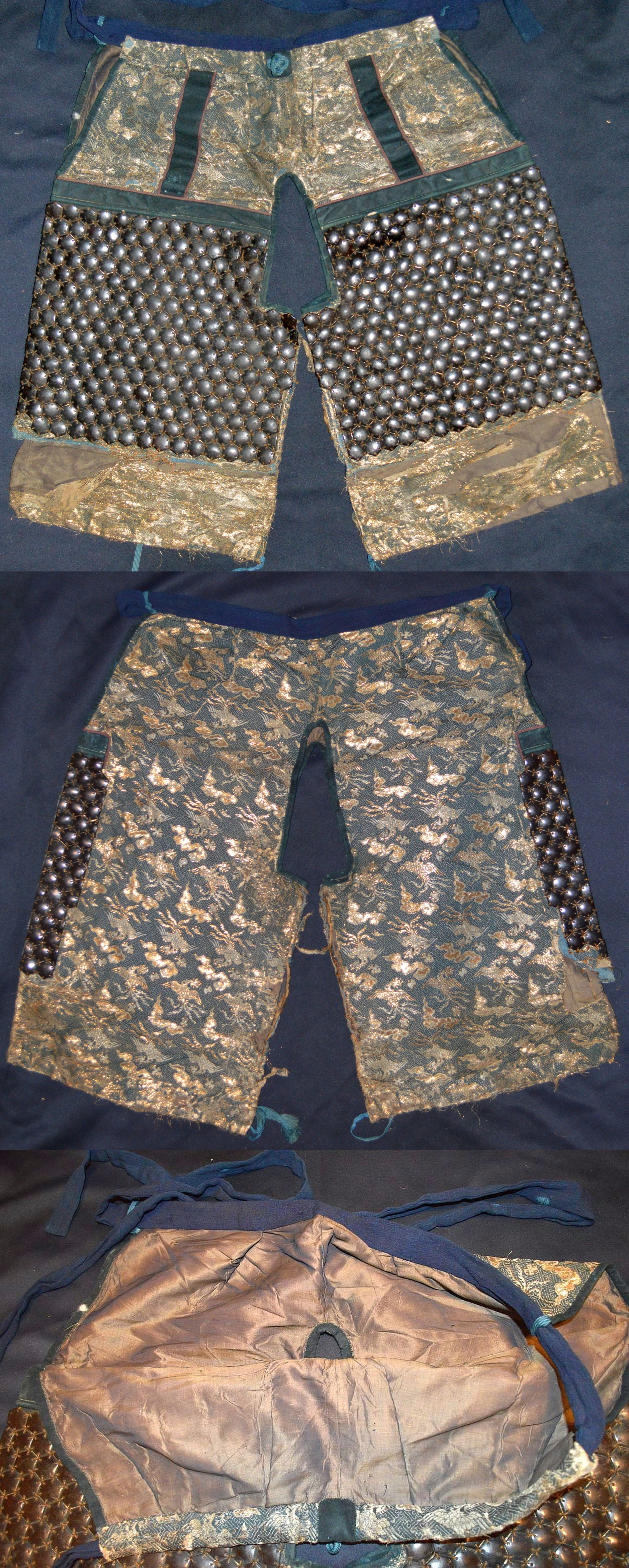
Kikko kobakama, loại quần ống cụt ngắn với giáp kikko khâu vào miếng vải của mặt trước, một loại yoroi hakama (giáp quần).

Loại hakama trang trọng nhất của nam giới được may từ lụa cứng có sọc, thường là màu đen và trắng, hoặc màu đen và màu xanh hải quân. Chúng được mặc với bộ montsuki kimono màu đen (kimono với một, ba hoặc năm gia huy ở trên lưng, ngực và vai), đeo tabi trắng (tất tách ngón), áo nagajuban trắng (áo lót cho kimono) và các loại giày dép. Trong thời tiết lạnh, một montsuki haori (áo khoác dài) với một haori-himo màu trắng (dây cố định hai vạt áo haori) hoàn thiện tổng thể trang phục.
Hakama có thể được mặc với bất kỳ loại kimono nào ngoại trừ yukata (kimono từ sợi cotton mặc mùa hè, thường mặc để thư giãn, để ngủ, hoặc tại các lễ hội hoặc đi chơi mùa hè). Trong khi hakama sọc thường được mặc với kimono trang trọng, sọc với màu khác màu đen, xám hoặc trắng có thể được mặc với trang phục kém trang trọng hơn. Các màu đồng nhất và màu chuyển (graduated) cũng khá phổ biến.
Trong khi hakama từng là một phần bắt buộc của trang phục phái nam, ngày nay nam giới Nhật Bản thường chỉ mặc hakama vào những dịp vô cùng trang trọng và tại các buổi thưởng trà, lễ cưới và đám tang. Hakama cũng thường được mặc thường xuyên bởi các học viên của một loạt các môn võ thuật, chẳng hạn như Kendo, Iaido, Taido, Aikido, Jodo, Ryu-te và Kyudo. Các đô vật sumo, những người không mặc hakama trong các trận thi đấu môn thể thao của họ, tuy nhiên, bị bắt buộc phải mặc trang phục đặc trưng truyền thống của Nhật Bản bất cứ khi nào họ xuất hiện trước công chúng. Khi hakama là một trong những phần quan trọng nhất của trang phục nam giới đặc trưng truyền thống, đô vật sumo thường được thấy mặc hakama khi tham dự các buổi lễ trang trọng.
Ngoài các võ sĩ, hakama cũng là một phần của trang phục thường ngày của các kannushi Thần đạo, là các thầy tu đảm trách và phục vụ tại các Thần xã.

### Kamishimo, kataginu và naga-bakama

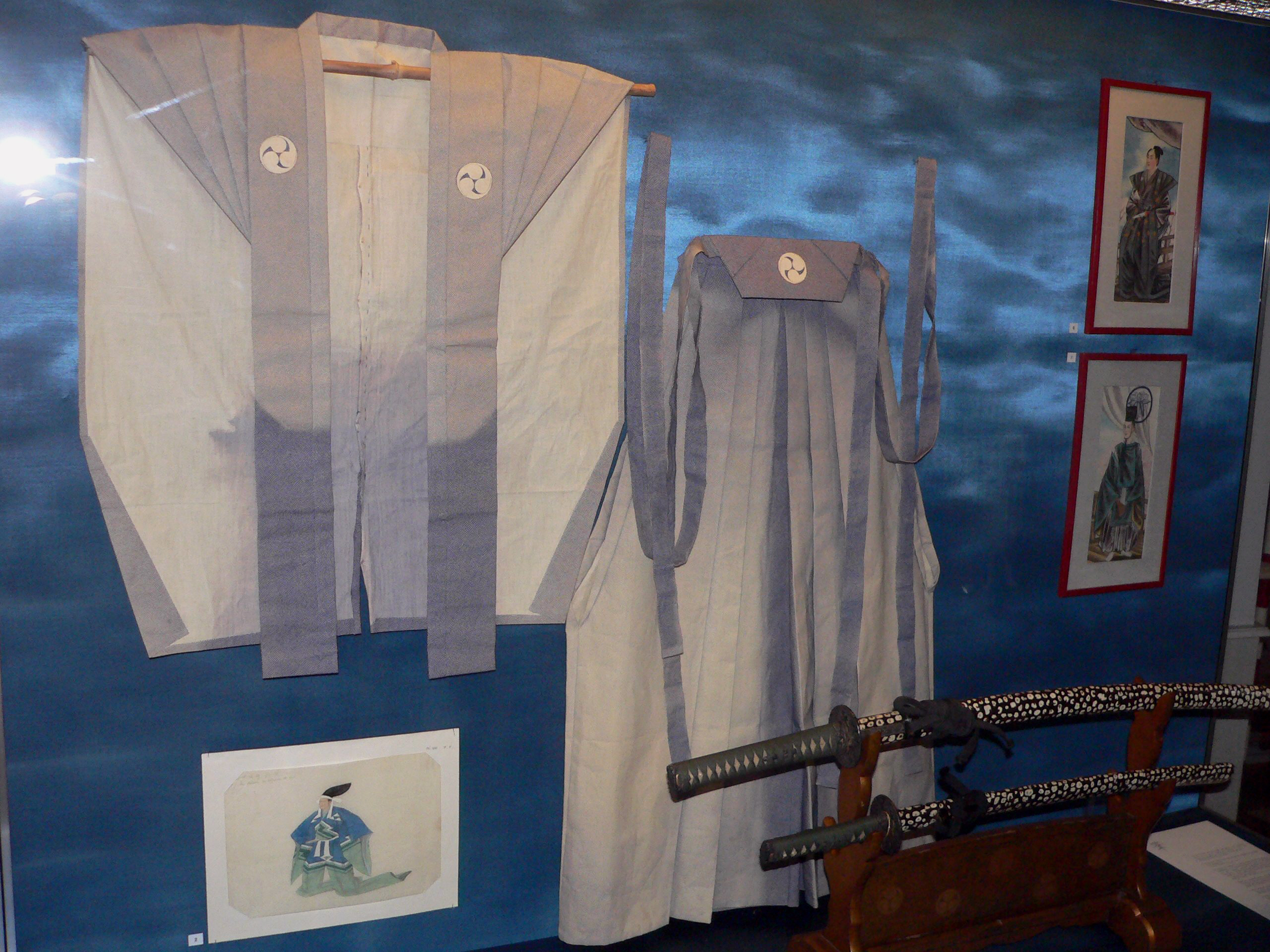
Một chiếc quần kamishimo thời kỳ Edo.

Hakama theo truyền thống tạo nên một phần của một bộ trang phục hoàn chỉnh - được gọi là một kamishimo (上下 hoặc 裃 (thượng hạ)). Được mặc bởi samurai và triều thần trong thời kỳ Edo, bộ trang phục này bao gồm một bộ kimono trang trọng, hakama, và một chiếc áo khoác không tay với vai làm phồng lên gọi là kataginu (xem hình).
Samurai viếng thăm các shōgun và các daimyo đẳng cấp cao khác tại triều đình đôi khi phải mặc một loại hakama rất dài được gọi là naga-bakama (hakama dài). Những loại này gần như giống hệt hakama thường, trừ việc dài đáng kể ở cả mặt sau và trước, tạo nên một đoạn kéo dài tầm 60 cm và cản trở việc đi lại bình thường, do đó giúp ngăn chặn một cuộc tấn công bất ngờ hay âm mưu ám sát (xem hình ảnh tại đây). Naga-bakama hiện tại chỉ được mặc đặc biệt trong các vở kịch Noh (bao gồm kyōgen), kịch kabuki và nghi lễ Thần đạo.

### Karusan-bakama
Một vài loại hakama trong thời kỳ Sengoku có phần viền làm hẹp hơn so với phần thân quần, bắt chước loại quần ống phình to mặc bởi người Bồ Đào Nha. Phong cách này tồn tại tới thời kỳ Edo và bắt đầu được gọi là karusan-bakama. Ngoài ống côn, chúng còn có một đai buộc giữ dáng quần, trông giống như một chiếc quần được may phần viền ống xung quanh cổ chân, do đó phần vải phình to sẽ không bung ra như hakama thông thường. Loại này cũng thường được gọi là tattsuke-hakama.

### Sashinuki hakama
Sashinuki là một loại hakama có ý nghĩa là được mặc theo cách gấp ống quần vào bên trong và để lộ cẳng chân. Để làm điều này, chúng có phần dài hơn hakama thường, và một sợi dây được luồn qua viền ống quần và được thắt chặt, tạo một hiệu ứng "phình to". Để cho phép vừa với kích cỡ cơ thể, các sashinuki trang trọng hơn là loại hakama sáu vạt hơn là bốn vạt. Về mặt kỹ thuật, sợi dây quấn quanh mắt cá này tạo cho sashinuki một dáng kukuri (bị buộc) hakama. Hình thức sớm nhất của sashinuki được cắt như hakama thường (mặc dù dài hơn một chút) và có một sợi dây luồn qua viền ống quần mỗi chân. Những sợi dây được kéo chặt và cột lại ở mắt cá chân. Đây là hình thức thường được mặc trong thời kỳ Heian. Sashinuki được mặc bởi triều thần với nhiều loại trang phục thoải mái hoặc bán chính thức.

### Yoroi hakama
Yoroi hakama (giáp quần) có các tấm áo giáp nhỏ hoặc giáp dạng ống được may vào hakama. Nó được mặc bởi các chiến binh samurai.

## Hakamacủa nữ giới
Hakama của nữ giới khác với nam giới theo nhiều cách khác nhau, đặc biệt nhất là về thiết kế hoạ tiết của vải và cách thắt dây.
Trong khi hakama của nam giới có thể được mặc ở cả các dịp trang trọng và không trang trọng, phụ nữ hiếm khi mặc hakama, ngoại trừ tại lễ tốt nghiệp và các môn thể thao truyền thống của Nhật Bản như kyudo, một vài nhánh của aikido và kendo. Chỉ có một trường hợp rất hiếm là hakama được phụ nữ mặc trong tiệc thưởng trà. Những hình ảnh của người phụ nữ trong bộ kimono và hakama có liên quan về mặt văn hóa với giáo viên. Cũng như các giáo sư đại học ở các nước phương Tây đeo mũ và mặc áo cử nhân khi sinh viên của họ tốt nghiệp, nhiều giáo viên nữ tại Nhật Bản tham dự lễ tốt nghiệp hàng năm trong bộ kimono truyền thống với hakama.
Hình ảnh mang tính biểu tượng nhất của phụ nữ mặc hakama là các miko, hoặc vu nữ, những người trợ giúp trong việc duy trì thờ phụng và các buổi lễ. Đồng phục của một miko gồm một bộ kimono trắng có hakama màu đỏ tươi, đôi khi là một naga-bakama màu đỏ trong các buổi lễ trang trọng.

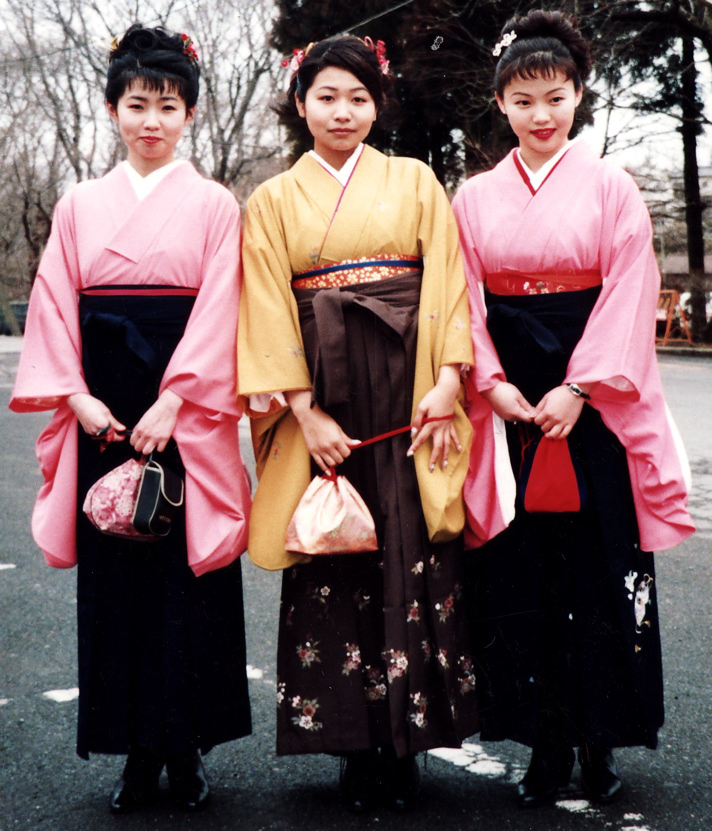
Phụ nữ tại một buổi lễ tốt nghiệp, gồm hakama với hoa thêu, và có mặt đai quấn quanh eo.

Trong khi hakama trang trọng của nam được may bởi loại vải sọc, hakama trang trọng của phụ nữ có cả màu đồng nhất hoặc được nhuộm chuyển màu. Hakama cho phụ nữ trẻ đôi khi được trang trí thưa thớt với hoa thêu như hoa anh đào. Phụ nữ thường mặc hakama chỉ ngay bên dưới bầu ngực, trong khi nam giới mặc chúng ở phần hông.

## Thắt đai cố định cho hakama
Có nhiều cách thắt hakama cho nam giới. Đầu tiên, obi được thắt bằng một nút đặc biệt (một "nút thắt hakama bên dưới") ở sau lưng. Bắt đầu với phía trước, các sợi dây được buộc quanh thắt lưng và vắt lên phía trên nút thắt của obi. Những sợi dây được đưa lên phía trước và vắt qua phía dưới thắt lưng, sau đó buộc ở phía sau, phía dưới nút thắt của obi. Hakama-dome sau đó được giấu đằng sau obi, koshi-ita được điều chỉnh, và nút thắt sau lưng được xoay về phía trước và thắt lại theo một vài cách khác. Cách làm trang trọng nhất với một nút thắt tương tự như hai chiếc nơ bắt chéo nhau thành hình chữ thập.
Phương pháp thắt những loại nút này cũng rất khác nhau, với hakama của nữ giới được thắt một nút đơn giản hơn hoặc một nút thắt nơ. Như với hakama của nam, nút thắt phía trước đầu tiên được đem về phía sau, sau đó mang lại về phía trước, sau đó thắt lại ở phía sau với một nút thắt. Sau đó, himo ở lưng được mang vòng về phía trước. Ở điểm này, chúng nên được thắt với một nút thắt nơ ở hông trái, chỉ ngay trước phần mở đầu, với phần kết thúc nút có cùng độ dài tương tự. Nếu muốn chắc chắn hơn, nút thắt có thể được quấn một vòng ở giữa phía trước quần, rồi sau đó thắt lại bên trong đằng sau.

## Gấp hakama

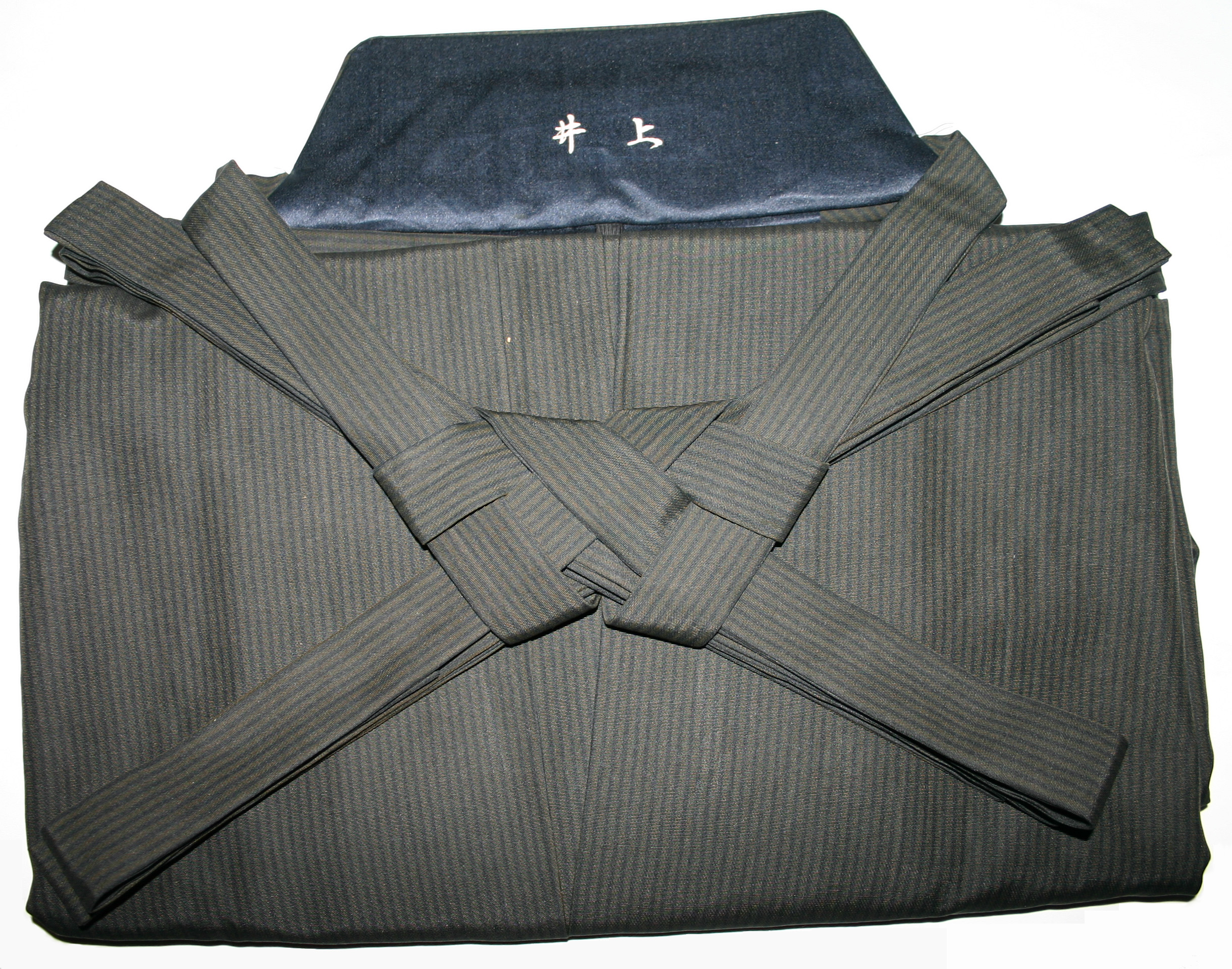
Một hakama đã được gấp

Giống như tất cả các loại quần áo truyền thống của Nhật Bản, việc gấp và cất giữ hakama đúng có vai trò quan trọng trong việc tránh hỏng và kéo dài thời gian sử dụng trang phục, đặc biệt là với những loại may bằng lụa. Với hakama, điều này vô cùng quan trọng, khi mà hakama có rất nhiều nếp gấp có thể dễ dàng bị mất; việc hồi phục lại đúng các nếp gấp đó đòi hỏi sự chú ý của chuyên gia trong các trường hợp nghiêm trọng.
Hakama thường được coi là đặc biệt khó khăn để học cách gấp đúng, một phần vì các nếp gấp của chúng, và một phần vì nút thắt dài của chúng phải được vuốt phẳng một cách chính xác và xếp cùng với nhau trước khi được buộc vào các chi tiết cụ thể.
Nhiều truyền thống của các môn võ thuật cho học viên mặc hakama đã quy định phương pháp gấp của hakama. Điều này thường được coi là một phần quan trọng của nghi thức.
Trong một vài môn võ thuật, vẫn tồn tại một truyền thống cổ rằng đồ đệ có thứ bậc cao nhất chịu trách nhiệm gấp hakama của sư phụ như là một dấu hiệu của sự tôn trọng.

## Liên hệ giữa các nếp gấp và ý nghĩa trong võ sĩ đạo
Trong cuốn Principles of Aikido, Saotome Mitsugi viết rằng, bảy nếp gấp của hakama đại diện cho bảy đức hạnh của võ sĩ đạo. Điều này, trên thực tế có một mức độ tin tưởng có thể chấp nhận được. Trong lịch sử, hakama được may với số lượng nếp gấp khác nhau. 
Loại hakama rẻ tiền nhất được may bởi hai vạt (nghĩa là được may bởi hai miếng vải dài ngắn khác nhau, một ở mặt trước, một ở mặt sau) cho một chân. Hakama phổ thông hơn được may bởi bốn vạt, và những loại đầy đủ và sang trọng nhất được may từ sáu vạt. Càng ít vạt, ngoài việc hạn chế sự sung mãn, còn hạn chế số lượng các nếp gấp có thể may được.

…Theo Takada, bushi không ra ngoài mà không mặc hakama bên ngoài kosode của họ.
Vì vậy, chỉ có những người có cuộc sống sung túc nhất định mới có thể đủ khả năng may nhiều vạt và có nhiều nếp gấp cho hakama của họ, và bushi (nghĩa là samurai) luôn mặc hakama (và có lẽ là một hakama với nhiều nếp gấp) ở nơi công cộng. Không có cơ sở rõ ràng cho việc bảy nếp gấp ban đầu được dự định để đại diện cho bảy đức hạnh của võ sĩ đạo hoặc là mối quan hệ bảy nếp gấp - bảy đức hạnh Lưu trữ ngày 16 tháng 2 năm 2019 tại Wayback Machine được phát triển dựa trên mối tương quan giữa chi phí và số lượng các nếp gấp.
Bảy đức hạnh được nhắc đến của võ sĩ đạo là:
yū (勇 (dũng)): lòng quả cảm, sự dũng cảm, tính gan dạ
jin (仁 (nhân)): lòng nhân ái, khoan dung và rộng lượng
gi (義 (nghĩa)): sự công bằng ngay thẳng và chính trực
rei (礼 (lễ)): nghi lễ, lịch thiệp và lễ độ
makoto (誠信 (thành tín)): sự trung thành, trung thực
chūgi (忠義 (trung nghĩa)): lòng trung thành, sự hi sinh
meiyo (名誉 (danh dự)): danh dự, uy tín và vinh quang.